# Itame annisaria
Itame annisaria là một loài bướm đêm trong họ Geometridae.